# UCI America Tour 2024
Navigation
Édition précédente Édition suivante
L'UCI America Tour 2024 est la 20e édition de l'UCI America Tour, l'un des cinq circuits continentaux de cyclisme de l'Union cycliste internationale. Il se déroule du 22 octobre 2023 au 13 octobre 2024 en Amérique.

## Équipes
Les équipes qui peuvent participer aux différentes courses dépendent de la catégorie de l'épreuve. Par exemple, les UCI WorldTeams ne peuvent participer qu'aux courses .1 et leur nombre par épreuves est limité.
| Catégorie | Catégorie               | Équipes                                                                                 |
| --------- | ----------------------- | --------------------------------------------------------------------------------------- |
| .1        | 1.1 (Course d'un jour)  | * UCI WorldTeam (max 50 %) * UCI ProTeam * Équipe continentale * Sélection nationale    |
| .1        | 2.1 (Course par étapes) | * UCI WorldTeam (max 50 %) * UCI ProTeam * Équipe continentale * Sélection nationale    |
| .2        | 1.2 (Course d'un jour)  | * UCI ProTeam * Équipe continentale * Sélection nationale * Équipe régionale et de club |
| .2        | 2.2 (Course par étapes) | * UCI ProTeam * Équipe continentale * Sélection nationale * Équipe régionale et de club |

## Calendrier des épreuves

### Octobre 2023
| Date | Course                                  | Pays  | Classe | Vainqueur        | Équipe   |
| ---- | --------------------------------------- | ----- | ------ | ---------------- | -------- |
| 22   | Contre-la-montre des Jeux panaméricains | Chili | JC     | Walter Vargas    | Colombie |
| 29   | Course en ligne des Jeux panaméricains  | Chili | JC     | Jhonatan Narváez | Équateur |

### Novembre 2023
| Date  | Course            | Pays      | Classe | Vainqueur  | Équipe                    |
| ----- | ----------------- | --------- | ------ | ---------- | ------------------------- |
| 17-26 | Tour du Guatemala | Guatemala | 2.2    | Gerson Toc | Decoba-ASO Quetzaltenango |

### Décembre 2023
| Date  | Course             | Pays       | Classe | Vainqueur       | Équipe           |
| ----- | ------------------ | ---------- | ------ | --------------- | ---------------- |
| 16-25 | Tour du Costa Rica | Costa Rica | 2.2    | Juan Diego Alba | Movistar-Best PC |

### Janvier
| Date  | Course          | Pays      | Classe | Vainqueur        | Équipe                             |
| ----- | --------------- | --------- | ------ | ---------------- | ---------------------------------- |
| 14-21 | Tour du Táchira | Venezuela | 2.2    | Jonathan Caicedo | Forte Petrolike-Androni Giocattoli |

### Février
| Date | Course        | Pays     | Classe | Vainqueur         | Équipe      |
| ---- | ------------- | -------- | ------ | ----------------- | ----------- |
| 6-11 | Tour Colombia | Colombie | 2.1    | Rodrigo Contreras | NU Colombia |

### Avril
| Date  | Course                                | Pays       | Classe | Vainqueur      | Équipe                 |
| ----- | ------------------------------------- | ---------- | ------ | -------------- | ---------------------- |
| 5-7   | Jamaica International Cycling Classic | Jamaïque   | 2.2    | Wilmar Paredes | Team Medellín          |
| 24-28 | Tour of the Gila                      | États-Unis | 2.2    | Tyler Stites   | Project Echelon Racing |

### Mai
| Date | Course                    | Pays       | Classe | Vainqueur        | Équipe                         |
| ---- | ------------------------- | ---------- | ------ | ---------------- | ------------------------------ |
| 1-5  | Vuelta Bantrab            | Guatemala  | 2.2    | Jonathan Caicedo | Petrolike                      |
| 19   | Gran Premio New York City | États-Unis | 1.2    | Tibor Del Grosso | Alpecin-Deceuninck Development |

### Juin
| Date  | Course                                                          | Pays     | Classe | Vainqueur          | Équipe                   |
| ----- | --------------------------------------------------------------- | -------- | ------ | ------------------ | ------------------------ |
| 6     | Contre-la-montre du Championnat d'Amérique centrale             | Honduras | 1.2    | Franklin Archibold | Panama                   |
| 7     | Contre-la-montre par équipes du Championnat d'Amérique centrale | Honduras | 1.2    | Panama             |                          |
| 9     | Course en ligne du Championnat d'Amérique centrale              | Honduras | 1.2    | Franklin Archibold | Panama                   |
| 12-16 | Tour de Beauce                                                  | Canada   | 2.2    | Josh Burnett       | MitoQ-NZ Cycling Project |
| 14-23 | Tour de Colombie                                                | Colombie | 2.2    | Rodrigo Contreras  | NU Colombia              |

### Octobre
| Date | Course            | Pays      | Classe | Vainqueur     | Équipe        |
| ---- | ----------------- | --------- | ------ | ------------- | ------------- |
| 6-13 | Tour du Venezuela | Venezuela | 2.2    | Walter Vargas | Team Medellín |